# Kifa
Kifa (arab. ‏كيفة‎, Kīfa; fr. Kiffa) – miasto w południowej Mauretanii, ośrodek administracyjny regionu Al-Asaba. W 2013 roku liczyło ok. 50 tys. mieszkańców. Trzecie co do wielkości miasto kraju. Ośrodek handlowo-usługowy regionu koczowniczego pasterstwa i węzeł drogowy przy trasie Route de l’Espoir z lotniskiem. Miejscowość znana jest ze swoich wyrobów rzemieślniczych.

## Koraliki Kiffa
W 1949 roku francuski etnolog Raymond Mauny opisał wytwarzane w okolicy miasta koraliki, które wykonywano ze sproszkowanego szkła. W latach 80. XX wieku kolekcjonerzy ze Stanów Zjednoczonych nadali im nazwę koraliki Kiffa od Kify jako jednego ze starych ośrodków produkcji koralików w Mauretanii.